# Röd skogssångare
Röd skogssångare (Cardellina rubra) är en fågel i familjen skogssångare inom ordningen tättingar.

## Utseende
Röd skogssångare är en praktfull skogssångare med en kroppslängd på 12,5–13,5 cm. Fjäderdräkten är helt röd med en vit eller skiffergrå fläck på örontäckarna. Vingar och stjärt är mörkare, med skärröda kanter. Näbben är ljusa med mörk spets, benen ljusa.

## Utbredning och systematik
Röd skogssångare delas upp i två grupper med sammanlagt tre underarter, med följande utbredning:
- Cardellina rubra melanauris – förekommer i Sierra Madre Occidental i västra Mexiko (i Chihuahua och Durango)
- rubra-gruppen
  - Cardellina rubra rubra – förekommer i sydcentrala Mexiko, i ett transvulkaniskt bälte från Jalisco och Michoacán till Veracruz och norra Oaxaca
  - Cardellina rubra rowleyi – förekommer i södra Mexiko (bergstrakter i Guerrero och södra Oaxaca)

### Släktestillhörighet
Tidigare placerades röd skogssångare tillsammans med rosenskogssångaren i släktet Ergaticus. DNA-studier har dock visat att de är närbesläktade med rödbröstad skogssångare (Cardellina rubrifrons) samt de två arterna kanadaskogssångare och svarthättad skogssångare som traditionellt placeras i Wilsonia. Numera inkluderas de därför i en och samma släkte, där Cardellina har prioritet.

## Status och hot
Arten har ett stort utbredningsområde men tros minska i antal, dock inte tillräckligt kraftigt för att den ska betraktas som hotad. Internationella naturvårdsunionen IUCN listar därför arten som livskraftig (LC). Beståndet uppskattas till i storleksordningen 50 000 till en halv miljon vuxna individer.